# Lebesby
Lebesby é uma comuna da Noruega, com 3 458 km² de área e 1 473 habitantes (censo de 2004).         